# Shika, Ishikawa
Shika (japanska: 志賀町?, Shika-machi) är en landskommun (köping) i Ishikawa prefektur i Japan. I kommunen ligger Shika kärnkraftverk.